# Jorn Pedersen
Jorn Pedersen (ピーダーセン 世穏 Pedersen Jorn?), född 12 december 1997 i Tokyo prefektur, är en japansk fotbollsspelare.
Pedersen började sin karriär 2020 i YSCC Yokohama.